# Colonia Esmeralda
Colonia Esmeralda är en ort i Mexiko.   Den ligger i kommunen Emiliano Zapata och delstaten Veracruz, i den sydöstra delen av landet, 240 km öster om huvudstaden Mexico City. Colonia Esmeralda ligger 1 236 meter över havet och antalet invånare är 112.
Terrängen runt Colonia Esmeralda är kuperad. Runt Colonia Esmeralda är det tätbefolkat, med 331 invånare per kvadratkilometer. Närmaste större samhälle är Xalapa, 6,0 km nordväst om Colonia Esmeralda. I omgivningarna runt Colonia Esmeralda växer huvudsakligen savannskog.